# Morethia butleri
Morethia butleri — вид сцинкоподібних ящірок родини сцинкових (Scincidae). Ендемік Австралії.

## Поширення і екологія
Morethia butleri мешкають на півдні Західної Австралії і Південної Австралії (від затоки Шарк-Бей до рівнини Налларбор і півострова Ейр). Вони живуть в напівпустельних чагарникових заростях і рідколіссях.